# Yúber Asprilla
Yuber Alberto Asprilla Viera (Quibdó; 12 de noviembre de 1992) es un futbolista colombiano. Juega como extremo y actualmente juega para El Farolito SC de la Cuarta División de los Estados Unidos.

## Trayectoria

### Millonarios
Llegó de su natal Quibdó a las divisiones inferiores del club bogotano a inicios del año 2009. participó en el título del equipo capitalino en la Copa Elite de la Liga Bogotana de Fútbol en el año 2009, torneo donde fue una de las revelaciones. También formó parte de la nómina que fue subcampeona del Campeonato Nacional Sub-18 2009.
Su debut como profesional fue el 24 de febrero en la primera fecha de la Copa Colombia 2010 en el Estadio Compensar, en un partido que Millonarios derrotó 3-0 a Academia Fútbol Club. Reemplazó a Ervin González en el segundo tiempo.
Debutó en la Primera A el 7 de abril de 2010 en un partido que Millonarios perdió 0-2 contra Cortuluá en el estadio El Campín de Bogotá por el Torneo Apertura 2010. Reemplazó a Luis Mosquera en el segundo tiempo.
En la Liga Postobón II ha tenido la oportunidad de actuar con el primer equipo gracias a la rotación de nómina que tiene Millonarios debido a sus compromisos por Copa Sudamericana. Yuber se ha ganado un puesto en las elecciones de Hernan Torres después de los malos torneos de Matias Urbano y Erick Moreno.
El 28 de noviembre de 2012 frente al Tolima, tuvo una destacada actuación, incluso provocando un Penal que se convirtió en el segundo de tres goles para Millonarios esa noche.
El 13 de febrero de 2013, marca su primer gol oficial por Copa Colombia, luego de ser una de las figuras del partido en la goleada de Millonarios 5 goles por 1 ante Expreso Rojo, amago entre la defensa y baño al arquero, al finalizar la fase de grupos de la copa Colombia anotó 4 goles (jugando solamente 3 partidos) donde se destaca el doblete que le marcó al Bogotá F.C. en la segunda fecha de la fase de grupos. Marca su primer gol con Millonarios por liga en la última fecha de los cuadrangulares semifinales poniendo el 3 a 2 definitivo en la victoria de Millonarios frente al Once Caldas en el estadio palogrande.

### Once Caldas
Para el Torneo apertura 2015 llega cedido al blanco-blanco de Manizales donde no es tenido en cuenta y solo disputa 2 partidos sin llegar a conseguir ningún gol.

### Deportivo Pasto
Tras un acuerdo entre Millonarios y Once Caldas deciden que los 6 meses que le quedaban de cesión fueran con el cuadro volcánico allí llega para afrontar el torneo finalización de 2015 donde esta vez sí fue tenido en cuenta por el DT "El Teacher Berrio" y se mantuvo alternando la titular pero jugó todos los partidos y anotó 5 goles.

### Pumas UNAM
El 30 de noviembre de 2017 es presentado como nuevo jugador de los Pumas UNAM de la Primera División de México. Su debut lo hace el 14 de enero jugando los últimos 11 minutos en la victoria 3 por 1 sobre el Atlas de Guadalajara.

## Clubes
| Club                 | País           | Año         |
| -------------------- | -------------- | ----------- |
| Millonarios          | Colombia       | 2010 - 2014 |
| Once Caldas          | Colombia       | 2015        |
| Deportivo Pasto      | Colombia       | 2015        |
| La Equidad           | Colombia       | 2016        |
| Envigado F. C.       | Colombia       | 2017        |
| Alianza Petrolera    | Colombia       | 2017        |
| Pumas UNAM           | México         | 2018        |
| Atlético Bucaramanga | Colombia       | 2018 - 2019 |
| Atlético Huila       | Colombia       | 2020 - 2021 |
| Al-Najma             | Baréin         | 2022        |
| Al-Ittihad           | Libia          | 2022        |
| El Farolito SC       | Estados Unidos | 2024 - 2025 |

## Estadísticas
| Club                            | Temporada           | Liga  | Liga  | Copa Nacional | Copa Nacional | Copa Internacional | Copa Internacional | Total | Total | Prom. · |
| Club                            | Temporada           | Part. | Goles | Part.         | Goles         | Part.              | Goles              | Part. | Goles | Prom. · |
| ------------------------------- | ------------------- | ----- | ----- | ------------- | ------------- | ------------------ | ------------------ | ----- | ----- | ------- |
| Millonarios · Colombia          | 2010                | 1     | 0     | 4             | 0             | -                  | -                  | 5     | 0     | 0,00    |
| Millonarios · Colombia          | 2011                | 0     | 0     | 0             | 0             | 0                  | 0                  | 0     | 0     | 0,0     |
| Millonarios · Colombia          | 2012                | 7     | 0     | 0             | 0             | -                  | -                  | 7     | 0     | 0,0     |
| Millonarios · Colombia          | 2013                | 22    | 1     | 10            | 5             | 2                  | 0                  | 34    | 6     | 0,17    |
| Millonarios · Colombia          | 2014                | 7     | 0     | 7             | 1             | 1                  | 0                  | 15    | 1     | 0,06    |
| Millonarios · Colombia          | Total               | 37    | 1     | 21            | 6             | 3                  | 0                  | 61    | 7     | 0,12    |
| Once Caldas · Colombia          | 2015                | 2     | 0     | 0             | 0             | -                  | -                  | 2     | 0     | 0,00    |
| Once Caldas · Colombia          | Total               | 2     | 0     | 0             | 0             | 0                  | 0                  | 2     | 0     | 0,0     |
| Deportivo Pasto · Colombia      | 2015                | 17    | 4     | 3             | 1             | -                  | -                  | 20    | 5     | 0,25    |
| Deportivo Pasto · Colombia      | Total               | 17    | 4     | 3             | 1             | 0                  | 0                  | 20    | 5     | 0,25    |
| La Equidad · Colombia           | 2016                | 15    | 1     | 5             | 0             | -                  | -                  | 20    | 1     | 0,00    |
| La Equidad · Colombia           | Total               | 15    | 1     | 5             | 0             | 0                  | 0                  | 20    | 1     | 0,0     |
| Envigado F. C. · Colombia       | 2017                | 16    | 1     | 2             | 0             | -                  | -                  | 18    | 1     | 0,05    |
| Envigado F. C. · Colombia       | Total               | 16    | 1     | 2             | 0             | 0                  | 0                  | 18    | 1     | 0,05    |
| Alianza Petrolera · Colombia    | 2017                | 11    | 1     | 2             | 0             | -                  | -                  | 13    | 1     | 0,07    |
| Alianza Petrolera · Colombia    | Total               | 11    | 1     | 2             | 0             | 0                  | 0                  | 13    | 1     | 0,07    |
| Pumas UNAM · México             | 2018                | 2     | 0     | 0             | 0             | -                  | -                  | 2     | 0     | 0,0     |
| Pumas UNAM · México             | Total               | 2     | 0     | 0             | 0             | 0                  | 0                  | 2     | 0     | 0,0     |
| Atlético Bucaramanga · Colombia | 2018                | 10    | 0     | -             | -             | -                  | -                  | 10    | 0     |         |
| Atlético Bucaramanga · Colombia | 2019                | 12    | 2     | 7             | 0             | -                  | -                  | 19    | 2     |         |
| Atlético Bucaramanga · Colombia | Total               | 22    | 2     | 7             | 0             | 0                  | 0                  | 29    | 2     |         |
| Atlético Huila · Colombia       | 2020                | 18    | 5     | 4             | 2             | -                  | -                  | 22    | 7     |         |
| Atlético Huila · Colombia       | 2021                | 10    | 0     | -             | -             | -                  | -                  | 10    | 0     |         |
| Atlético Huila · Colombia       | 2021                | 20    | 7     | -             | -             | -                  | -                  | 20    | 7     |         |
| Atlético Huila · Colombia       | Total               | 48    | 12    | 4             | 2             | 0                  | 0                  | 52    | 14    |         |
| Total en su carrera             | Total en su carrera | 147   | 21    | 45            | 9             | 3                  | 0                  | 195   | 30    | 0,15    |

## Palmarés

### Campeonatos nacionales
| Título              | Club           | País     | Año    |
| ------------------- | -------------- | -------- | ------ |
| Copa Colombia       | Millonarios    | Colombia | 2011   |
| Torneo Finalización | Millonarios    | Colombia | 2012   |
| Categoría Primera B | Atlético Huila | Colombia | 2020   |
| Categoría Primera B | Atlético Huila | Colombia | 2021-I |